# 西門司
西門司（にしもじ）は、福岡県北九州市門司区の地域名。

## 地理
門司区西部に位置し、小倉北区赤坂と隣接する市街地である。北部を国道3号および鹿児島本線が通り、南部は北九州高速4号線が通っている。

## 概要
市立西門司小学校を中心とした地区を指す。主に東新町（ひがししんまち）、社ノ木（しゃのき）、馬寄（まいそう）、稲積、原町、別院などからなる。広義には松原や西新町を含む場合もある。
市営馬寄団地やマンションなどの集合住宅を多数抱える住宅街である。西門司地区の人口は12,136人である。平成に入りマンションやスーパーなどの店舗が数多く建設され、2008年（平成20年）1月1日には「新小文字病院」が小倉北区より移転開院し、今後人口の増加および地域の活性化が見込まれる。
また、JR九州社員研修センターや、JR九州硬式野球部の練習グラウンドおよび寮があるほか、かつてはJR九州の社宅があり、跡地の一部は商業施設になっており、さらには鹿児島本線沿いにJR貨物の門司機関区や北九州貨物ターミナル駅があるなど、「鉄道の街」としての側面も持つ。

## 歴史
1985年（昭和60年）10月20日まで、西鉄北九州線が国道3号路面上を通っており、地区内に「原町」・「社ノ木」・「新町」電停があった。

## 主な施設
- JR九州社員研修センター
- 敬愛中学校・高等学校
- 北九州市立西門司小学校
- 学校法人鎮西敬愛学園敬愛小学校
- 新小文字病院
- トライアル門司店
- ハローデイ西門司店
- マックスバリュ門司西店（JR九州社宅跡地、複合商業施設[3]）
- マルショク西門司店
- グッデイ西門司店
- ナフコ門司店
- マツモト本社・デザインセンター
- 高藤建設本社ビル - テナント：CoCo壱番屋、京寿司等が入居。
- 市営馬寄団地
- 妙境寺